# Projektreview
Ein Projektreview dient der Nachbetrachtung eines abgeschlossenen Projekts oder einer abgeschlossenen Projektphase, um aus den gewonnenen Erfahrungen für zukünftige Projekte zu lernen.
Eine solche Projektnachbetrachtung befasst sich dabei mit den Stärken und den positiven Aspekten des Projekts ebenso wie mit den Schwächen und den negativen Aspekten.
In laufenden Projekten wird ein Projektreview bei aktuellen Problemen durchgeführt, um das Projekt wieder in einen vorhersehbaren Rahmen zu bringen.
Ergebnisse eines Projektreviews werden in einem Dokument festgehalten, zum Beispiel „Lessons Learned“, um diese für die Zukunft zu erhalten und auch für nicht am Projekt Beteiligte zugänglich zu machen. Zu den Lessons learned gehören Erkenntnisse über best practices und die Do’s and Don’ts.
Es kann zwischen einem Projektreview, das sich auf die Gesamtheit eines Projektes bezieht und einem Meilensteinreview, das sich auf eine Projektphase bezieht, unterschieden werden.
Der Projektreview kann verbessert werden, indem möglichst viele Themenbereiche und Qualitätsmerkmale in Metriken gefasst werden, um Projektverbesserungen quantitativ bewerten zu können. Checklisten vereinfachen das Project Review erheblich und machen sie zudem reproduzierbar. Ein nicht reproduzierbares Project Review liefert schwer bewertbare Ergebnisse.
Die Project Review ist Bestandteil von Qualitätsmanagement und somit organisatorisches Hilfsmittel in Projekten.